# متحف بلغازي
متحف بلغازي؛ هو متحف تاريخي قامت بتأسيسه نورة الغزواني و زوجها في بلغازي بمحافظة العيدابي في سراة خولان جنوب المملكة العربية السعودية ويحوي المتحف قطع أثرية وأدوات قديمة منها أسلحة ومطاحن وعملات نقدية وأساور وأدوات حراثة وحفظ المياه والأكل حيث تصل أعمار بعض المقتنيات لأكثر من ألف عام. ويعد المتحف هو أول متحف منزلي مجهز لاستقبال السياح في محافظة العيدابي.